# El Mezquital, San Diego de la Unión
El Mezquital är en ort i Mexiko.   Den ligger i kommunen San Diego de la Unión och delstaten Guanajuato, i den centrala delen av landet, 280 km nordväst om huvudstaden Mexico City. El Mezquital ligger 2 048 meter över havet och antalet invånare är 207.
Terrängen runt El Mezquital är huvudsakligen platt, men österut är den kuperad. Runt El Mezquital är det ganska glesbefolkat, med 32 invånare per kvadratkilometer. Närmaste större samhälle är San Diego de la Unión, 9,6 km väster om El Mezquital. Omgivningarna runt El Mezquital är i huvudsak ett öppet busklandskap.